# Супай

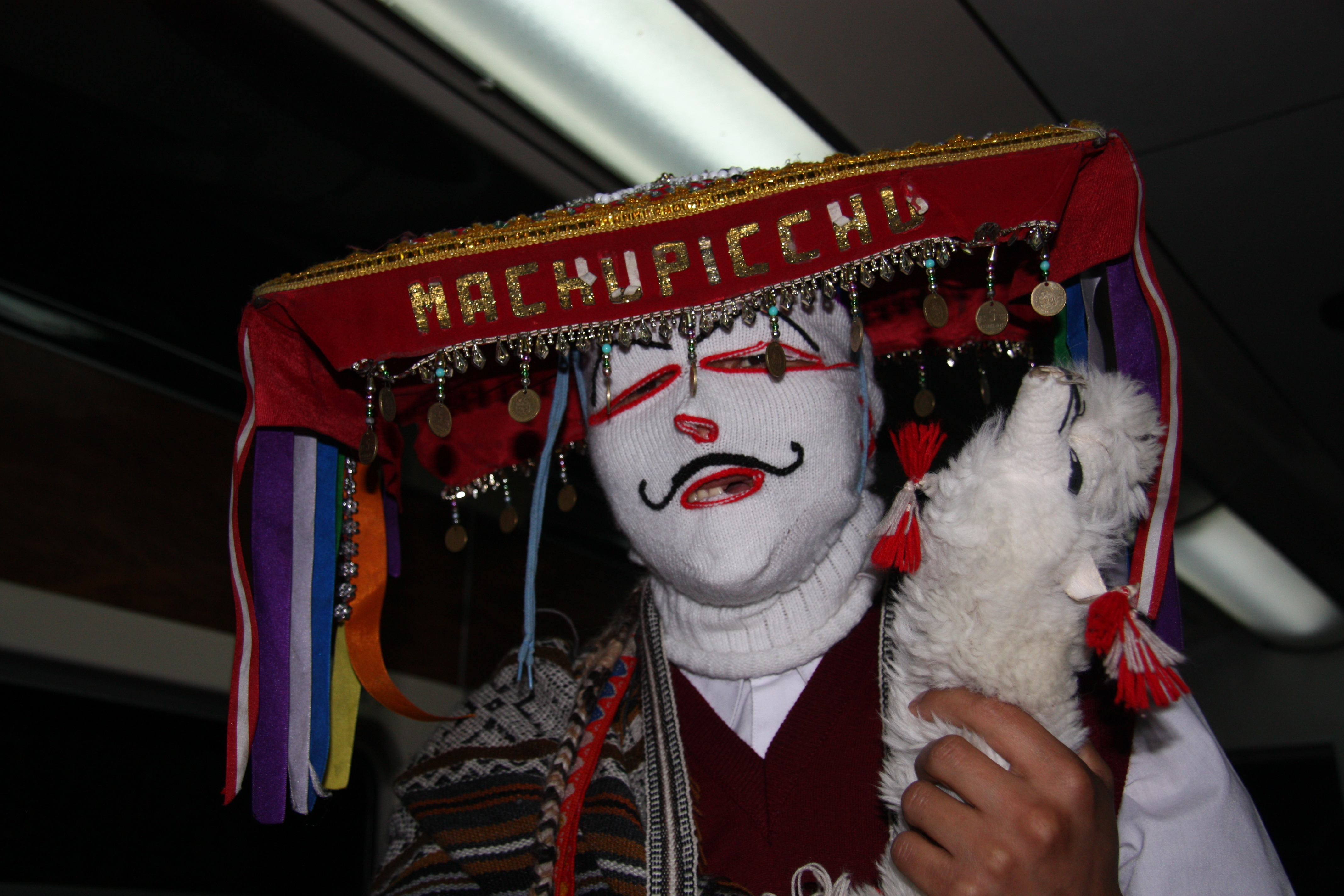
Один из традиционных костюмов на фестивале Мамача Кандича

Супай (кечуа Supay — «тень») — в мифологии инков бог смерти, предводитель демонов и правитель подземного мира Уку Пача. В некоторых странах Южной Америки Супай буквально означает дьявол. В Перу в городе Пуно на берегу озера Титикака проводится фестиваль Мамача Кандича (кечуа Mamacha Candicha), на котором исполняется танец Супая, и многие на фестивале переодеваются в специальный костюм Супая. Вне фестиваля проводятся также выступления для туристов.